# 우드틈새얼굴박쥐
우드틈새얼굴박쥐(Nycteris woodi)는 틈새얼굴박쥐과에 속하는 박쥐의 일종이다. 남아프리카의 건조한 사바나 지역에서 서식한다. 벌목과 개간, 농약 사용 그리고우드틈새얼굴박쥐가 매달려 생활하는 바오밥나무가 줄어들고 있는 등 서식지 감소때문에 개체수가 줄어들고 있다.